# سفارة المملكة المتحدة في أوزبكستان
سفارة المملكة المتحدة في أوزبكستان هي أرفع تمثيل دبلوماسي لدولة المملكة المتحدة لدى أوزبكستان. تقع السفارة في طشقند وهي تهدف لتعزيز المصالح البريطانية في أوزبكستان.

## وصلات خارجية
- الموقع الرسمي
- قائمة سفارات المملكة المتحدة
- قائمة السفارات في أوزبكستان